# Pseudopontia
Pseudopontia Plötz, 1870 è un genere di lepidotteri, appartenente alla famiglia Pieridae, diffuso in Africa; è l'unico rappresentante della sottofamiglia Pseudopontiinae Reuter, 1896.

## Distribuzione e habitat
Il taxon è diffuso nell'Africa Equatoriale.